# ويليام جي. برستون
ويليام جي. برستون (بالإنجليزية: William G. Preston)‏ هو مهندس معماري أمريكي، ولد في 29 سبتمبر 1842 في بوسطن في الولايات المتحدة، وتوفي في 26 مارس 1910 في بروكلين في الولايات المتحدة.